# UAE Women's Football League
La UAE Women's Football League (in arabo دوري الإمارات لكرة القدم للسيدات‎?, in italiano Lega di calcio femminile degli Emirati Arabi Uniti), è il massimo campionato di calcio femminile degli Emirati Arabi Uniti organizzato dalla Federazione calcistica degli Emirati Arabi Uniti.

## Storia
Il calcio femminile si è iniziato a diffondere negli Emirati Arabi Uniti nei primi anni del duemila; nel 2004 venne fondata la prima squadra di calcio femminile del paese l'Abu Dhabi Country Club, il quale è stato uno strumento fondamentale per la diffusione del calcio femminile negli Emirati Arabi Uniti, rappresentando il paese in diverse competizioni internazionali, ed affermandosi come il primo sostenitore del riconoscimento e dello sviluppo del calcio femminile nella nazione.
Nel corso degli anni dieci del duemila vi erano stati alcuni tentativi di creare un campionato nazionale femminile, come nel caso della PIC Women National League, ma non erano riuscite ad essere durature venendo rimpiazzati da campionati locali e regionali.
La UAE Women's Football League è stata creata nel 2022 su volontà della Federazione calcistica degli Emirati Arabi Uniti allo scopo di avere un campionato nazionale unico negli Emirati Arabi Uniti per le squadre di calcio femminili. La creazione di una lega nazionale, in cui attrare le migliori squadre e le migliori calciatrici,  fa parte di un più ampio progetto di espansione, sia dal punto di vista strutturale che dell'attrazione mediatica, del calcio femminile nel paese.
La prima edizione del campionato si è svolta nella stagione 2022-2023 con la partecipazione di sette squadre ed ha visto l'Abu Dhabi Country Club conquistare il primo titolo nazionale. La seconda edizione ha visto la partecipazione di 10 squadre, con l'Abu Dhabi Country Club che si è confermato nuovamente campione.
Dalla stagione 2023-2024 la squadra che si aggiudica la vittoria del titolo nazionale, guadagna l'accesso per la fase preliminare della AFC Women's Champions League.

## Squadre partecipanti
Le 8 squadre che hanno preso parte alla stagione 2024-2025

| Club             | Città     |
| ---------------- | --------- |
| Abu Dhabi CC     | Abu Dhabi |
| AFC Dubai        | Dubai     |
| Banaat FC        | Abu Dhabi |
| Empire FC        | Dubai     |
| Go Pro Academy   | Dubai     |
| Leoni FC         | Dubai     |
| Mubadara Sports  | Al-Ayn    |
| UAE Junior       | Dubai     |
| Precision        | Dubai     |
| Pioneer Accademy | Dubai     |

## Albo d'Oro
| Stagione | Campione     | Secondo posto   | Terzo posto          |
| -------- | ------------ | --------------- | -------------------- |
| 2022-23  | Abu Dhabi CC | Onyx FC         | Abu Dhabi Wolfhounds |
| 2023-24  | Abu Dhabi CC | Alliance FC     | Mubadara Sports      |
| 2024-25  | Abu Dhabi CC | Mubadara Sports | Precision            |

## Vittorie per squadra
| Suadra       | Vittorie | Anni vittorie             |
| ------------ | -------- | ------------------------- |
| Abu Dhabi CC | 3        | 2022-23, 2023-24, 2024-25 |